# Lepidaria pulchella
Lepidaria pulchella är en tvåhjärtbladig växtart som beskrevs av Danser. Lepidaria pulchella ingår i släktet Lepidaria och familjen Loranthaceae. Inga underarter finns listade i Catalogue of Life.